# Blockmotor

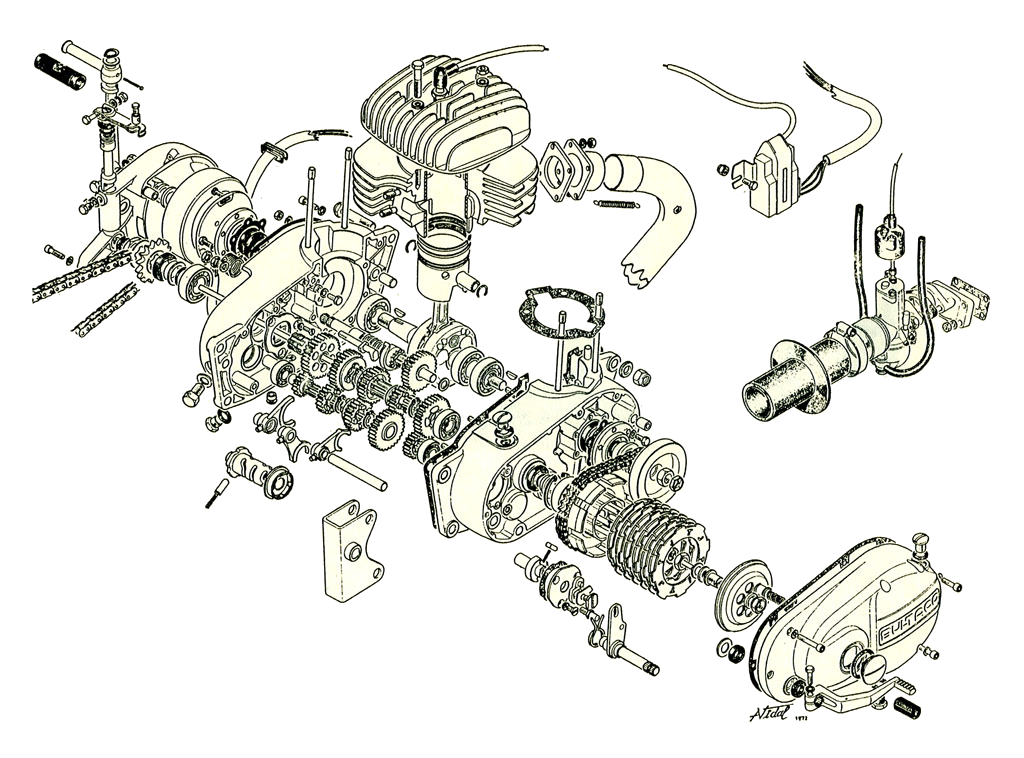
Explosionszeichnung eines Blockmotors

Mit Blockmotor bezeichnet man im Motorradbau einen Verbrennungsmotor, bei dem das Kurbelgehäuse und das Schaltgetriebe in einem Block vereint sind. Erste Blockmotoren gab es bereits vor dem Ersten Weltkrieg; danach wurde dort der Blockmotor zum Standard. Eine bedeutende Ausnahme bildet die Transaxle-Auslegung.
In der Anfangszeit der Motorisierung wurde häufig ein separates Getriebe verwendet und der Primärantrieb erfolgte über eine abgedeckte Rollenkette. Diese Bauform war noch bis in die 1970er Jahre bei englischen Motorrädern zu finden, z. B. bei der Norton Commando.
Dagegen versteht man im Automobil- und Flugmotorenbau unter einem Blockmotor eine Motorenbauart, bei der zwei oder drei Zylinder in einem Block zusammen gegossen waren. Zwei bis drei dieser Blöcke wurden dann zu Vier- oder Sechszylinder-Reihenmotoren zusammengebaut. Etwa ab dem Ersten Weltkrieg verstand man es, die Zylinder gemeinsam als Zylinderbank zu gießen.